# Funkley
Funkley – miasto w Stanach Zjednoczonych, w stanie Minnesota, w hrabstwie Beltrami.